# Obereopsis submodica
Obereopsis submodica là một loài bọ cánh cứng trong họ Cerambycidae.